# Орвіштський канал
Орвіштський канал (словац. Orvištský kanál) — водотік в Словаччині, притока Старої Голешки, протікає в окрузі П'єштяни.
Довжина приблизно 8.1-8.3 км. Витік знаходиться в масиві Дунайська низовина (геоморфологічна підодиниця Подунайські пагорби — відгалуження водотоку річки Дубова); на висоті близько 163 метрів.
Протікає територією села Вельке Орвіште і міста П'єштяни. Впадає у Стару Голешку на висоті приблизно 157 метрів.